# Emanuele Rossi (filosofo)
Emanuele Rossi (Aci Catena, 1760 – Aci Catena, 13 novembre 1835) è stato un filosofo, politico e giureconsulto italiano.
Rivoluzionario, deputato, nel 1812 e nel 1814, al Parlamento Siciliano rappresentante di Catania alla Camera dei Comuni secondo le norme della nuova Costituzione del Regno delle Due Sicilie, nel 1818 e nel 1819, Giudice e Procuratore Generale della Gran Corte Civile di Catania, nel 1820, deputato al Parlamento di Napoli e Consigliere di Stato.
Precursore degli ideali di libertà e uguaglianza e vicino alla Carboneria, fu autore di alcuni proclami redatti durante i moti rivoluzionari del 1820-21 e stampati presso la Regia Università di Catania.
Molte opere manoscritte andarono distrutte durante l'incendio di Catania del 1849.